# Justin Albert Driscoll

Bischofswappen von Justin Albert Driscoll

Justin Albert Driscoll (* 30. September 1920 in Dubuque, Iowa, USA; † 19. November 1984) war Bischof von Fargo.

## Leben
Justin Albert Driscoll empfing am 28. Juli 1945 das Sakrament der Priesterweihe.
Am 8. September 1970 ernannte ihn Papst Paul VI. zum Bischof von Fargo. Der Apostolische Delegat in den Vereinigten Staaten, Erzbischof Luigi Raimondi, spendete ihm am 18. Oktober desselben Jahres die Bischofsweihe; Mitkonsekratoren waren der Erzbischof von Saint Paul, Leo Binz, und der Erzbischof von Dubuque, James Joseph Byrne.
Driscoll verstarb 1984 im Alter von 64 Jahren.